# Potamophylax gambaricus
Potamophylax gambaricus är en nattsländeart som beskrevs av Malicky 1971. Potamophylax gambaricus ingår i släktet Potamophylax och familjen husmasknattsländor. Utöver nominatformen finns också underarten P. g. spinulifer.